# Ковалівський парк
Ковалівський парк — комплексна пам'ятка природи місцевого значення. Розташована на с. Ковалівка Немирівського району. Оголошена відповідно до рішення 28 сесії Вінницької обласної ради 5 скликання від 02.03.2010 р. № 968.
Розміри парку дають змогу судити про масштаб втраченої резиденції Потоцьких, при якій у XVIII ст. закладено пейзажний парк. У 1831 р. його доповнив і перебудував Д. Маклер. 
На території парку є ставок-саджавка, звіринець, угіддя, фруктові сади. При створенні парку використовувались лише місцеві породи дерев. В припалацовій частині розташований яблуневий сад та зелений масив, основу якого складають 250-300 річні дерева: ясен звичайний, клен-явір, клен гостролистий, розміщені групами або поодиноко. Навпроти головного входу в палац по обидва боки алеї на галявині ростуть два могутні дуби віком 350 років. Решту насадження складає 30-річний масив з ясена, липи, граба, клена.
До часу створення парку належать змішані групи з клена гостролистого, липи дрібнолистої віком 250 років та пізніше підсадженої 180 річної тополі білої; з клена-явора та клена гостролистого віком 250 років; з в'яза шорстокого, липи дрібнолистої віком 250 років та клена польового віком 120 років; з однієї сосни та трьох ясенів звичайних віком 180 років. Однорідні біогрупи з п'яти лип пірамідальних, трьох тополь білих, трьох ясенів звичайних віком 250 років. 
На березі ставу зростають верба звичайна, тополя біла.